# Rhyacophila obliterata
Rhyacophila obliterata är en nattsländeart som beskrevs av Mclachlan 1863. Rhyacophila obliterata ingår i släktet Rhyacophila och familjen rovnattsländor. Arten är reproducerande i Sverige. Inga underarter finns listade i Catalogue of Life.